# Autheux
Autheux (picardisch: Auteux) ist eine nordfranzösische Gemeinde mit 121 Einwohnern (Stand 1. Januar 2022) im Département Somme in der Region Hauts-de-France. Die Gemeinde liegt im Arrondissement Amiens, ist Teil der Communauté de communes du Territoire Nord Picardie und gehört zum Kanton Doullens.

## Geographie
Die Gemeinde liegt rund sechs Kilometer östlich von Bernaville. Das Gemeindegebiet entwässert über mehrere unstetige Wasserläufe, darunter den Fossé du Halot, zum Authie.

## Toponymie und Geschichte
Der Gemeindename soll sich vom lateinischen altaria ableiten. 1206 schenkte Robert des Autheux 16 Tagwerke Land dem Kloster Le Gard.

## Einwohner
| 1962 | 1968 | 1975 | 1982 | 1990 | 1999 | 2006 | 2011 |
| ---- | ---- | ---- | ---- | ---- | ---- | ---- | ---- |
| 144  | 116  | 114  | 104  | 106  | 108  | 104  | 118  |

## Verwaltung
Bürgermeister (maire) ist seit 2001 Daniel Bouteleux.

## Sehenswürdigkeiten
- Kirche Saint-Jean-Baptiste